# Razsmernik
Razsmernik (ang. inverter ali power inverter) je elektronska naprava, ki pretvori enosmerni električni tok (DC) v izmeničnega (AC). Pri pretvorbi se majhen del energije izgubi. Razsmerniki, ki nimajo gibajočih delov, se imenujejo statični razsmerniki. 
Razsmerniki se uporabljajo za pretvorbo enosmernega toka na primer iz baterije (akumulatorjev), fotovoltaičnih celic, termofotovoltaičnih celic, termogeneratorjev in drugih naprav v izmeničnega. Tipično je frekvenca izhodnega imeničnega toka 50 Hz (Evropa) oz. 60 Hz (npr. ZDA). Razsmerniki se uporabljajo tudi na električnih in dizelelektričnih lokomotivah, ki imajo trifazne indukcijske motorje. 
Angleški izraz za razsmernik je inverter, vendar moramo tu paziti, da ga ne zamešamo z varilnim inverterjem, ker gre za drugačno napravo. Varilni inverter pretvori izmenični tok iz omrežja v enosmernega, ki pulzira pri visokih frekvencah. Te vrste varilni aparati so lažji in porabijo manj energije.